# Praematoliparis anarthractae
Praematoliparis anarthractae és una espècie de peix pertanyent a la família dels lipàrids i l'única del gènere Praematoliparis.

## Hàbitat
És un peix marí, de clima subtropical i demersal que viu entre 0-485 m de fondària (normalment, entre 0-55).

## Distribució geogràfica
Es troba al Pacífic sud-oriental: Xile.

## Observacions
És inofensiu per als humans.